# Mount Galatea
Mount Galatea är ett berg i Kanada.   Det ligger i provinsen Alberta, i den centrala delen av landet, 3 000 km väster om huvudstaden Ottawa. Toppen på Mount Galatea är 3 185 meter över havet.
Terrängen runt Mount Galatea är bergig åt nordost, men åt sydväst är den kuperad.Trakten runt Mount Galatea är nära nog obefolkad, med mindre än två invånare per kvadratkilometer.. Det finns inga samhällen i närheten. 
I omgivningarna runt Mount Galatea växer i huvudsak barrskog.